# Forats del crani
El crani humà té nombrosos forats (foramina) pels quals passen nervis cranials, artèries, venes i altres estructures.

## Llista de forats i estructures que les travessen
| Os                             | Fossa cranial | Forat                          | Vasos sanguinis                                                    | Nervis |  |
| ------------------------------ | ------------- | ------------------------------ | ------------------------------------------------------------------ | --- |  |
| Frontal                        | -             | Forat supraorbitari            | Artèria supraorbitària, vena supraorbitària                        | Nervi supraorbitari |  |
| Frontal                        | Anterior      | Forat cec                      | Venes emissàries del si sagital superior                           | - |  |
| Etmoide                        | -             | Forat olfactiu                 | -                                                                  | Nervi olfactori (parell cranial I) |  |
| Etmoide                        | Anterior      | Forat etmoïdal anterior        | Artèria etmoïdal anterior Vena etmoïdal anterior                   | Nervi etmoïdal anterior |  |
| Etmoide                        | Anterior      | Forat etmoïdal posterior       | Artèria etmoïdal posterior Vena etmoïdal anterior                  | Nervi etmoïdal posterior |  |
| Esfenoide                      | -             | Canal òptic                    | Artèria oftàlmica                                                  | Nervi òptic (parell cranial II) |  |
| Esfenoide                      | Mitjana       | Fissura orbitària superior     | Vena oftàlmica superior                                            | Nervi oculomotor (parell cranial III) Nervi patètic (parell cranial IV) Branques lacrimal, frontal i nasociliar del Nervi oftàlmic (parell cranial V1) Nervi motor ocular extern (parell cranial VI) |  |
| Esfenoide                      | Mitjana       | Forat rodó                     | -                                                                  | Nervi maxil·lar (parell cranial V₂) |  |
| Maxil·lar superior             | -             | Fossa incisiva/Canals incisius | Artèria esfenopalatina                                             | Nervi nasopalatí (parell cranial V₂) |  |
| Palatí                         | -             | Forat palatí major             | Artèria palatina major Vena palatina major                         | Nervi palatí major |  |
| Palatí i maxil·lar superior    | -             | Forat palatí menor             | Artèria palatina menor Vena palatina menor                         | Nervi palatí menor |  |
| Esfenoide i maxil·lar superior | -             | Fissura orbitària inferior     | Vena oftàlmica inferior Artèria infraorbitària Vena infraorbitària | Nervis zigomàtic e infraorbitari del Nervi maxil·lar (parell cranial V₂) Branques orbitàries del gangli pterigopalatí                                                                                |  |
| Maxil·lar superior             | -             | Forat infraorbitari            | Artèria infraorbitària Vena infraorbitària                         | Nervi infraorbitari |  |
| Esfenoide                      | Mitjana       | Forat oval                     | Artèria meníngia accessòria                                        | Nervi mandibular nerve (parell cranial V₃) Nervi petrós menor (ocasionalment) |  |
| Esfenoide                      | Mitjana       | Forat espinós                  | Artèria meníngia mitjana                                           | Branca meníngia del nervi mandibular (parell cranial V₃) |  |
| Esfenoide                      | Mitjana       | Forat lacerí                   | Caròtide interna, Artèria del conducte pterigoïdal                 | Nervi del conducte pterigoïdal |  |
| Temporal                       | Mitjana       | Conducte auditiu intern        | Artèria laberíntica                                                | Nervi facial (parell cranial VII), Nervi vestibulococlear (parell cranial VIII) |  |
| Temporal                       | Posterior     | Forat jugular                  | Sinus petrós inferior, Si sigmoïdal                                | Nervi glossofaringi (parell cranial IX), Nervi vague (parell cranial X), Nervi accessori espinal (parell cranial XI)                                                                                 |  |
| Occipital                      | Posterior     | Conducte del nervi hipoglòs    | -                                                                  | Nervi hipoglòs (parell cranial XII) |  |
| Occipital                      | Posterior     | Forat magne                    | Artèries espinals anterior i posterior, artèries vertebrals        | Bulb raquidi |  |
| Temporal                       | Posterior     | Forat estilomastoïdal          | stylomastoid artery                                                | Nervi facial (parell cranial VII) |  |

## Imatges

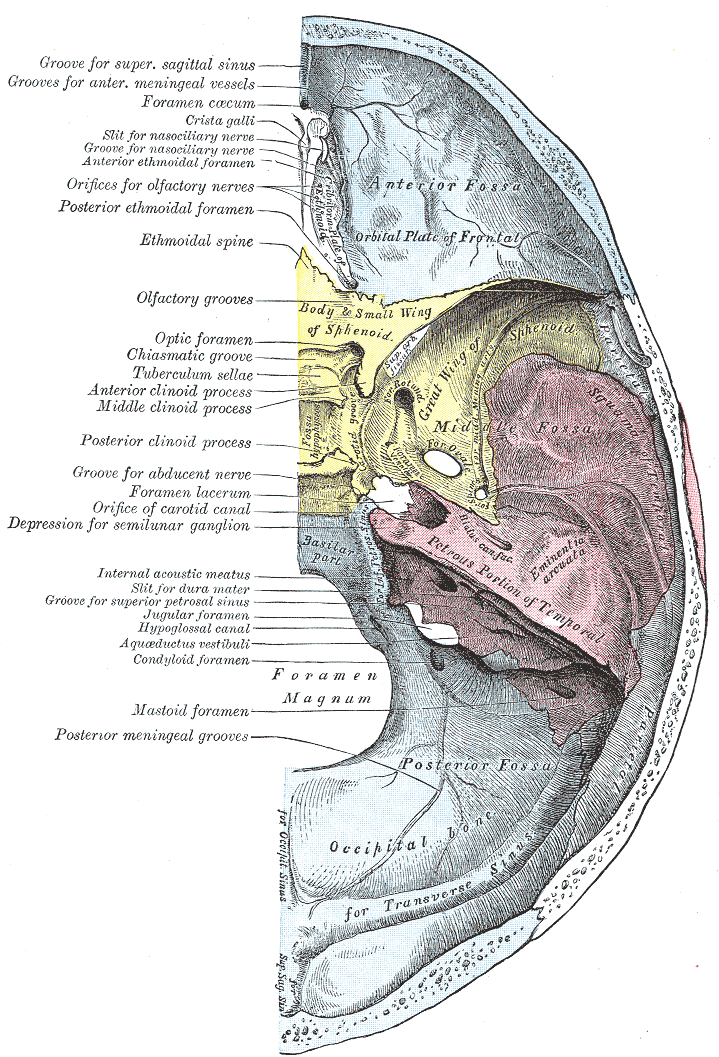
Base del crani (cara superior)
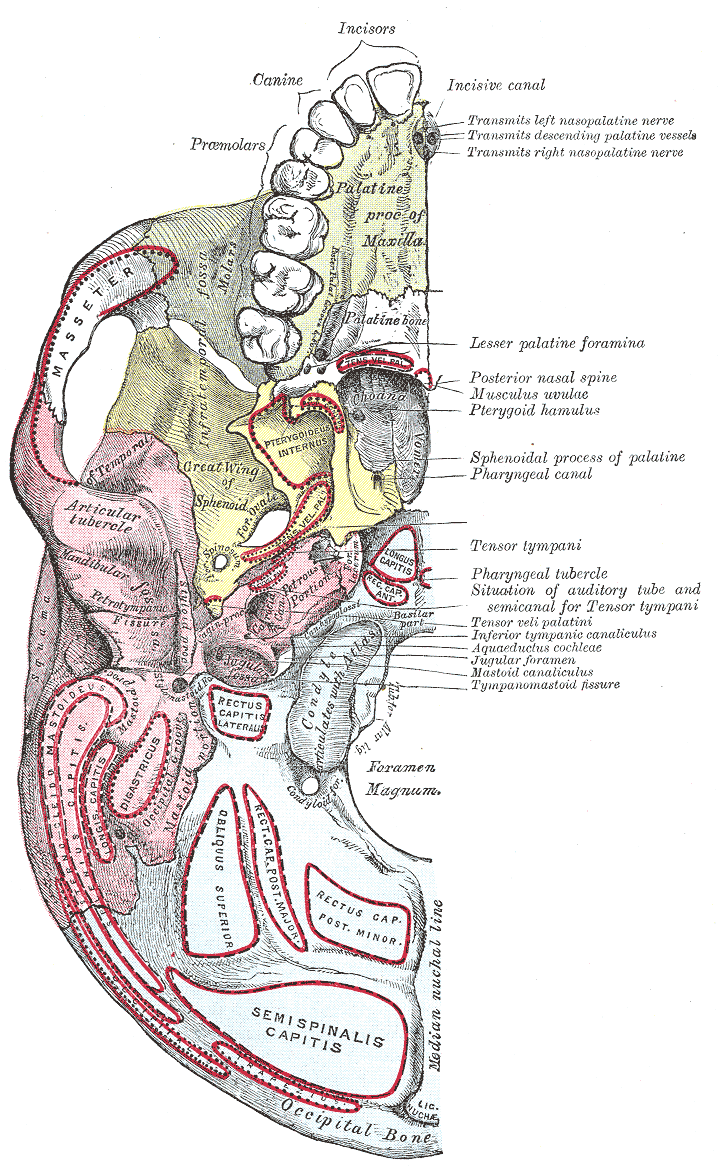
Base del crani (cara interior). Inserció dels músculs destacada en vermell
Imatge de la base del crani amb diversos forats assenyalats.